# Брезаола

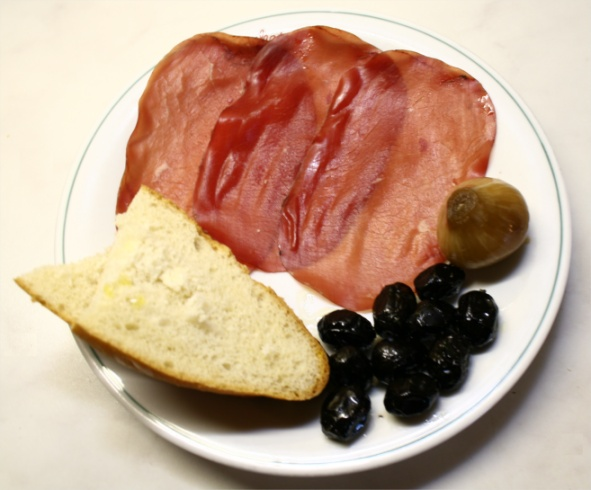
Bresaola della Valtellina IGP з хлібом, оливками та маринованою цибулею

Брезаола (італ. Bresaola) — сиров'ялена м'ясна вирізка, страва італійської кухні. Термін «bresaola», ймовірно, походить від латинського «лат. brasaula», що означає «солоне, смажене м'ясо», тому що раніше початкові етапи сушки проходили в приміщеннях, нагрітих за допомогою вогню.

## Історія
Перші письмові згадки відносяться до XV сторіччя, хоча ймовірно цю страву почали готувати значно раніше. З XIX сторіччя брезаолу почали виробляти в промислових масштабах та експортувати (зокрема до Швейцарії). У 1996 році один з різновидів продукту — «італ. Bresaola della Valtellina», який виробляється у долині Вальтелліна регіону Ломбардія отримав категорію IGT — продукт захищений за географічним походженням.

## Технологія виробництва
Зазвичай брезаолу готують з пісної яловичини. Використовуються тільки м'язи кінцівок, передніх або задніх, найчастіше з стегнової частини. Уся сировина проходить ретельний відбір, це є необхідною умовою для отримання якісного продукту.  Шматки м'яса повинні бути великими (до 2 кг). Фахівці проводять обрізання надлишків жиру та сухожиль, не зачіпаючи м'язи. Другий етап — сухе засолювання. Шматки м'яса в чанах пересипають сіллю та спеціями. Асортимент спецій може змінюватись, але найчастіше використовують чорний перець, ягоди ялівцю, корицю, гвоздику та часник. Допускається додавання вина, цукру, мізерних кількостей нітритів або нітратів натрію або калію. Стадія засолу триває не менше 10 днів і закінчується своєрідним «масажем», який сприяє рівномірному проникненню солі всередину м'язової тканини. Потім промиту від зайвої солі майбутню брезаолу поміщають в натуральну або штучну оболонку та відправляють на сушку. Перший тиждень йде інтенсивне зневоднення продукту при температурі повітря 20–30 °C. Подальше дозрівання здійснюється при температурі 12–18 °C протягом 4–8 тижнів. Правилами виробництва забороняється використовувати методи прискореного старіння м'ясних продуктів. Готовий продукт втрачає до 40 % ваги.  Брезаолу продають цілим шматком або на вагу, а також у вигляді нарізки у вакуумній упаковці.
Крім яловичини у деяких регіонах брезаолу готують з інших видів м'яса. У регіоні Венето — з конини («італ. Bresaola di cavallo»). У місті Новара її готують з оленятини («італ. Bresaola di cervo»). У провінції Сондріо готують «італ. Bresaola affumicata» — брезаола, яку після дозрівання коптять на сосновій деревині. Також іноді готують зі свинини.
Брезаола зазвичай  має форму циліндра або паралелепіпеду, загорнута у сірувато-кольорову оболонку. При розрізі брезаола виглядає червонуватою, більш або менш темною залежно від м'яса з якого вироблялася, компактною, з невеликою кількістю жил та сполучної тканини або без них.

## Споживання
Брезаолу перед споживанням дуже тонко нарізають (товщина менше 1 мм). Зазвичай використовується як інгредієнт різноманітних антіпасто, може додаватись до піци та інших страв. Також вживають як самостійну страву.